# 마쓰다 미코
마쓰다 미코(일본어: 松田 美子, 1995년 10월 28일(29세)~)는
일본의 여성 아이돌 , AV여배우 출신의 유튜버이다. 2019년의 릴리스에서의 활동을 마지막으로, AV로부터 나와 현재는 태국에서 활동을 이어가고 있다. 원래는 NMB48의 연구생 오카다 리사코로 활동했다.